# Lupinus caudatus
Lupinus caudatus är en ärtväxtart. Lupinus caudatus ingår i släktet lupiner, och familjen ärtväxter.

## Underarter
Arten delas in i följande underarter:
- L. c. argophyllus
- L. c. caudatus
- L. c. cutleri
- L. c. montigenus